# LaQua

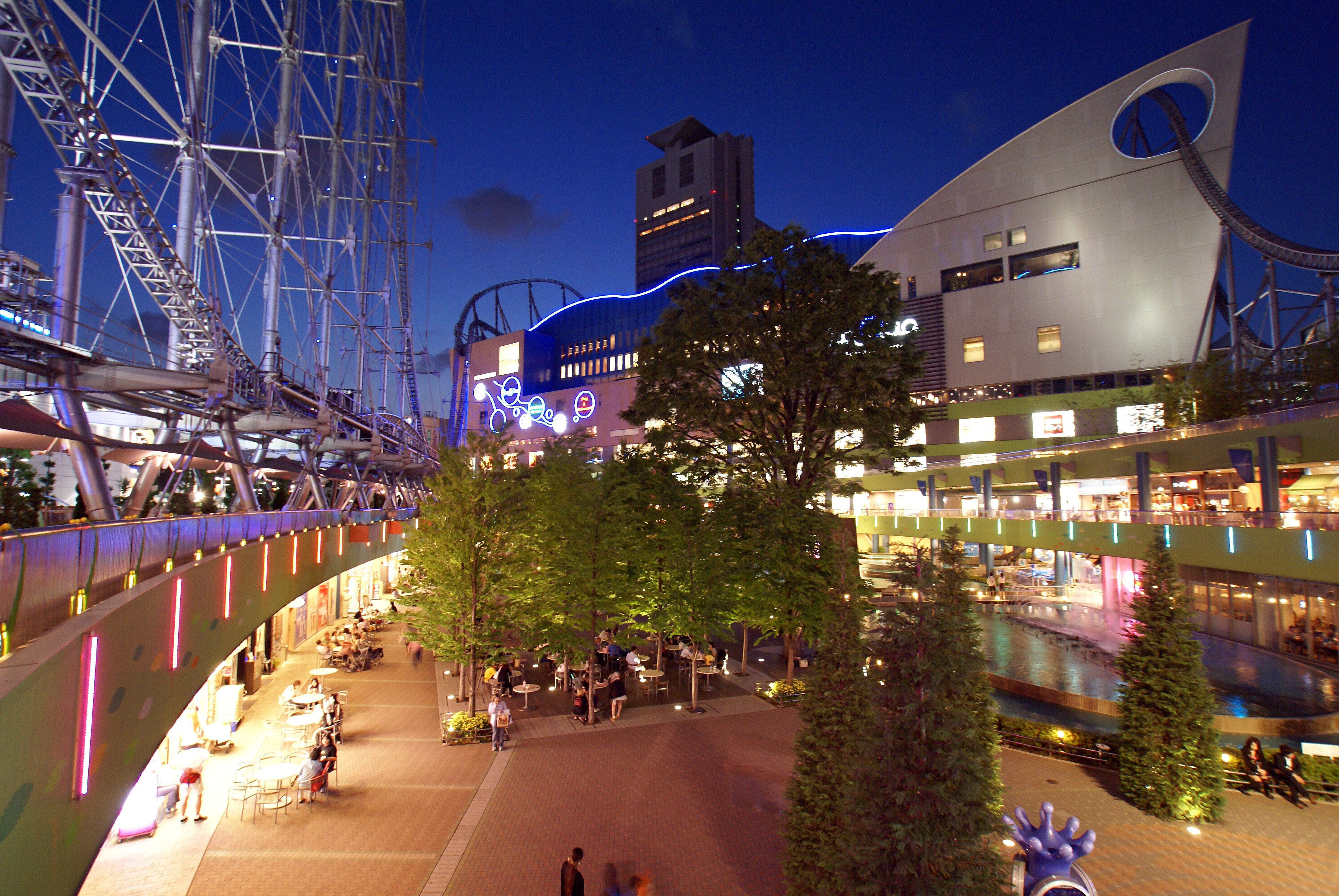
LaQua

LaQua는 도쿄 돔 시티의 온천 시설을 중심으로 한 종합 상업시설이다. LaQua안에는 SPA LaQua라고 해서, 천연 온천과 대형 목욕탕이 있다.
고라쿠엔 유원지 (後楽園ゆうえんち, 지금의 도쿄 돔 시티 어트랙션스)에 있던 옛 코스터 랜드 (놀이공원 북쪽 구역)의 재개발 계획으로 건설되어 2003년 5월 1일 개업하였다. 가족들이 찾는 유원지 대신, 직장인의 퇴근길에도 들를 수 있는 도시형 레저시설로 탈바꿈하였다. 사회인 여성을 중심 고객으로 삼았으며, 기본 컨셉은 '도쿄 한복판에서 리플레시를 즐긴다'이다. 미쓰이 부동산과 제휴하고 있으며, 도쿄도 분쿄구 가스가1초메 3번지에 위치해 있다.
LaQua라는 명칭은 프랑스어의 여성 정관사 'La'와 일본어의 'Laqu' (라쿠, 樂), 그리고 물이라는 뜻의 'Aqua'를 합친 단어이다. LaQua의 로고는 'Q'의 고리부분을 관람차 빅 오로, 꼬리부분을 롤러코스터 '썬더 돌핀'의 레일로 표현한 모습이다. LaQua에는 스파시설과 상업시설, 놀이시설 등이 있으며, LaQua 완공과 함께 남쪽 절반부지에 남아있던 라쿠엔 유원지 시설 (지오포리스, 타워랜드, 파라슈트랜드)는 '도쿄돔 시티 어트랙션스' (東京ドームシティアトラクションズ)로 이름을 바꾸어 영업하고 있다. LaQua와 도쿄돔시티 어트랙션 모두 입장료 무료의 프리게이트 시스템을 채택하고 있다. 처음에는 놀이시설마다 요금을 지불하는 형식이었지만 2003년 7월부터 자유이용권인 '라이드 프리'를 도입하였다.

## 시설

### Spa LaQua
Spa LaQua는 당일치기 온천 시설로, 라크빌딩 5~9층에 자리한 시설이다. 실내 목욕탕, 노천탕, 사우나, 휴식공간, 힐링바디 (저온사우나, 암반욕, 전용관에서 렌탈 필요), 때밀이, 에스테틱, 헤어메이크업, 네일아트, 마사지, 스타디움 시어터, 게임카지노 등이 있다.
온천 이름은 이시카와 온천 (小石川温泉)이며, 나트륨과 염화물강염 온천수다. 냉증과 신경통, 근육통, 관절통, 오십견, 피로회복, 건강증진 등에 효능이 있다고 한다.
5층에는 휴식용 라운지와 낮잠공간 등이 있으며, 레스토랑도 들어서 있다. 6층에는 스파존으로 다채로운 욕탕이 있고, 여성전용 용품 가게도 있다. 7층은 랑데부 데크로 열린 데크에서 도쿄돔 시티 전경을 바라볼 수 있고, 8~9층에는 힐링 바데란 곳으로 파리, 독일, 한국 등의 컨셉으로 꾸며진 치유공간이다. 9층에는 바데카페가 있으며 18세 미만은 출입 금지다.

### 어트랙션

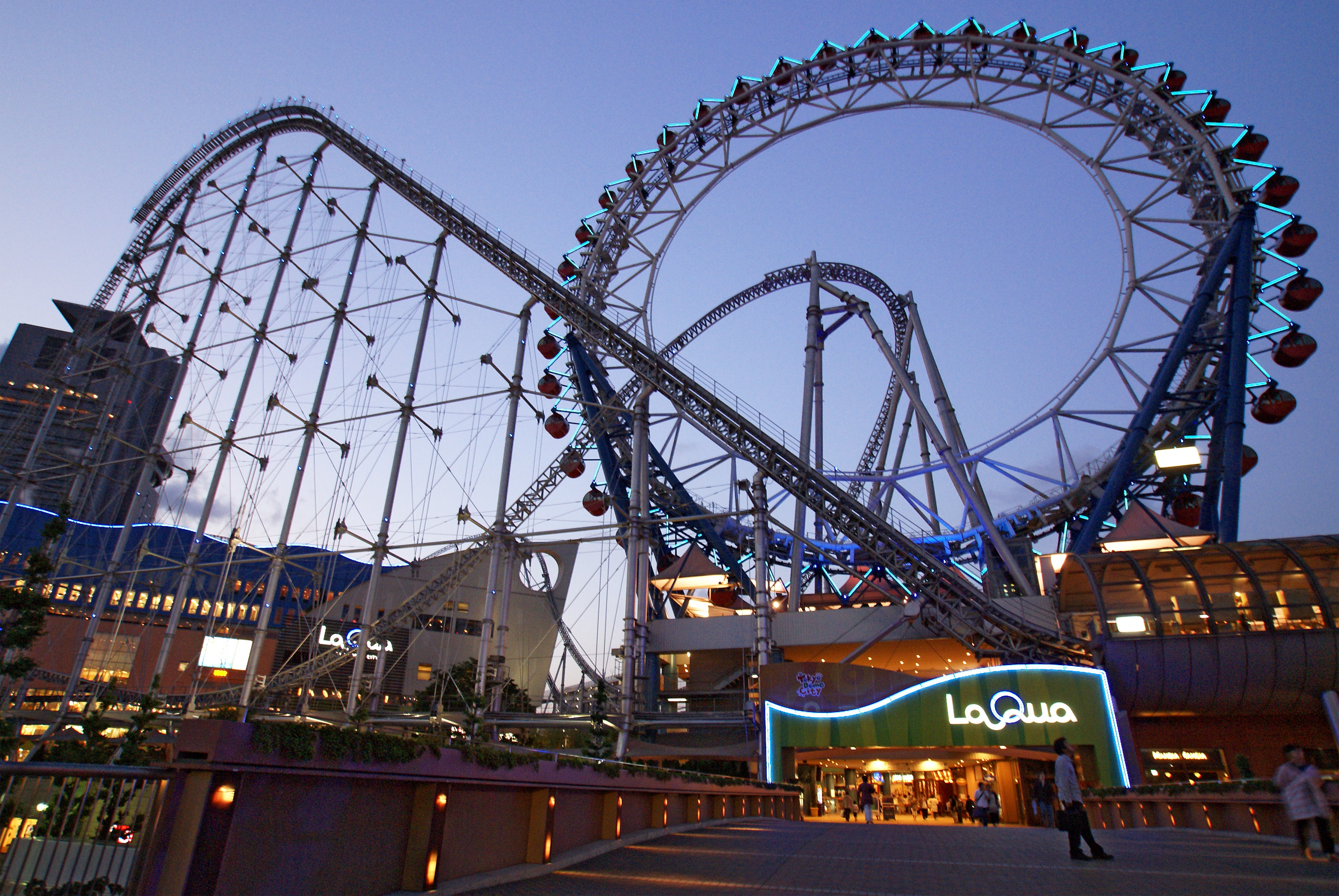
빅 오

- 썬더 돌핀 (サンダードルフィン) : 롤러코스터
- 빅 오 (ビッグ・オー, Big O) : 세계 최초로 중심부 구조물을 제거한 대관람차 (높이 80m, 지름 60m)
- 원더 드롭 (ワンダードロップ) : 워터 슬라이더
- 더 다이브 (ザ・ダイブ) : 슈팅형 어트랙션
- 비너스 라군 (ヴィーナスラグーン) : 수상 회전목마
- 워터 심포니 (ウォーターシンフォニー) : 음악분수